# Enfants de chiennes
Pour plus de détails, voir Fiche technique et Distribution.
Enfants de chiennes ou Enfants de putain (russe : Сукины дети, Soukiny deti) est une comédie dramatique soviétique réalisée par Leonid Filatov et sorti en 1991. Le scénario est inspiré des événements réels liés au départ du metteur en scène Iouri Lioubimov de l'Union soviétique. Il s'agit de la seule réalisation de Leonid Filatov.

## Synopsis
L'intrigue du film est inspiré des évènements historique réelle du théâtre de la Taganka lorsque son fondateur, Iouri Lioubimov, quitte l'Union soviétique en 1984. Pendant son séjour à l'Ouest, il avait critiqué la censure en Union soviétique, ce qui lui avait valu d'être écarté de la direction du théâtre et déchu de sa citoyenneté.
Le film raconte comment la troupe a perçu ces événements et la pression exercée par l'État sur elle, mais il montre aussi les événements qui n'ont pas eu lieu : la grève des artistes, la grève de la faim et la menace d'auto-immolation. Un fonctionnaire du ministère, Iouri Mikhaïlovitch, est envoyé au théâtre pour rétablir l'ordre dans l'institution culturelle rebelle. L'histoire se termine tragiquement, avec la mort d'un des manifestants.

## Fiche technique
- Titre français : Enfants de chiennes[1]
- Titre original russe : Сукины дети, Soukiny deti[2]
- Réalisation : Leonid Filatov
- Scénario : Leonid Filatov, Igor Chevtsov (ru)
- Photographie : Pavel Lebechev (ru)
- Musique : Vladimir Komarov
- Décors : Leonid Pertsev
- Production : Iouri Kouchnerev, Andreï Razoumovski, Iouri Romanenko
- Sociétés de production : Mosfilm, Fora-Film, Ritm
- Pays de production :  Russie
- Langues originales : russe
- Format : Couleurs
- Genre : comédie dramatique
- Durée : 98 minutes
- Dates de sortie :
  - Russie : juin 1991 (Kinotavr 2019) ; 8 juillet 1991 (Festival du film de Moscou)

## Distribution
- Vladimir Iline — Lev Aleksandrovitch Boussyguine
- Larissa Oudovitchenko — Tatiana
- Alexandre Abdoulov — Igor Gordynski
- Ievgueni Ievstigneïev — Andreï Ivanovitch Nanaïtsev
- Lia Akhedjakova — Iella Iernestovna
- Vladimir Samoïlov — Piotr Iegorovitch, directeur du théâtre
- Ielena Tsyplakova (ru) — Galotchka
- Tatiana Kravtchenko (ru) — Serafima Mikhaïlovna Korzoukhina
- Nina Chatskaïa (ru) — Yelena Konstantinovna Gvozdilova
- Sergueï Makovetski — Boria Sinioukhaïev